# Brandon Barnes
Brandon Barnes (Detroit, Michigan, 23 de março de 1985) é um ex jogador de futebol americano que atuava na posição de offensive tackle pelo Milwaukee Iron na Arena Football League. Barnes jogou futebol americano universitário na Grand Valley State University e depois foi como undrafted free agent para o Baltimore Ravens em 2008, após passar em branco no draft de 2008 da NFL. Nos Ravens ele atuou principalmente no practice squad por algum tempo e depois foi despensado. Brandon Barnes chegou a jogar no Green Bay Blizzard, um time da AFL. Em 2009, Barnes foi contratado pelos Colts de Indianápolis como OL mas logo depois foi dispensado e agora joga na AFL.

## Prêmios
- Menção honrosa para a All-GLIAC (2004);
- 3× First-team All-GLIAC (2005–2007);
- 2× Division II All-American (2006–2007);
- Gene Upshaw Award (2007);